# Gwangjong de Goryeo
Gwangjong (925-4 de julio de 975), nombre de nacimiento Wang So, fue el cuarto rey de Goryeo.

## Biografía
Gwangjong nació en 925 como Wang So, cuarto hijo del rey Taejo, quien había fundado Goryeo en 918. Su madre era la reina Sinmyeongsunseong del clan Chungju Yu, que también dio a luz a los príncipes Wang Tae, Wang Yo, Wang Jeong y Jeungtong, y a las princesas Nangnang y Heungbang. Además, tenía veinte medios hermanos y siete medias hermanas de los otros matrimonios de su padre. 
Como tenía tres hermanos mayores, Mu, Tae y Yo, estaba lejos de la sucesión al trono; sin embargo, Wang Tae murió a temprana edad, y Wang Mu murió en 945, tres años después de ser coronado rey, dejando el trono a Wang Yo, quien gobernó Goryeo durante cuatro años como Jeongjong. Antes de morir, decidió hacer de Wang So su heredero en lugar de su único hijo, el príncipe Gyeongchunwon.
Según el contemporáneo Choe Seungno, Gwangjong "fue cuidadoso y lacónico, pero audaz si tuviera que aprovechar una oportunidad". Tenía una excelente apariencia y cualidades, y recibió un amor especial de su padre.
Durante su época como príncipe, dio una gran contribución en la coronación de Wang Yo como Jeongjong, y desempeñó un papel importante en la eliminación de las fuerzas opuestas a los soberanos: uno fue Wang Gyu, que había ayudado al rey Taejo en la fundación de Goryeo, ascendiendo a la posición de primer ministro, y quien, después de la coronación de Hyejong, intentó llevar a cabo un golpe de Estado para llevae a su nieto, el príncipe Gwangju, al trono. El segundo fue Park Sul-hee, general que promovió el nombramiento de Hyejong como Príncipe Heredero y continuó apoyándolo posteriormente, convirtiéndose en una amenaza para la coronación de Jeongjong. 

### Reinado
Cuando ascendió al trono el 13 de abril de 949, a la edad de 25 años, el reino de Goryeo era inestable: para unificar los Tres Reinos, su padre Taejo hizo alianzas con familias poderosas e influyentes a través de matrimonios. Mantenerlos satisfechos era primordial, ya que todas las familias tenían sus propios ejércitos y podían rebelarse en cualquier momento. Por esta razón, Gwangjong sintió la necesidad de consolidar el poder del rey e hizo de la creación de una monarquía absoluta el propósito de todo su gobierno. Para evitar un aumento en el poder y en la influencia de las familias nobles, se negó a casarse con una mujer de un clan noble, pero en cambio se casó con la familia real: la reina Daemok era su media hermana, cuya madre era de la familia Hwangju de Hwangbo, mientras que su segunda esposa, la princesa Gyeonghwagung, era hija de su medio hermano mayor Hyejong, segundo rey de Goryeo, y su primera esposa, de la familia Im de Chinju. Junto con estudiar el libro de T'ai-tsung Difan (chino: 帝範; lit: 'Reglas para un emperador) para entender mejor qué hacer, ya que encontró muchas similitudes entre su situación y la de T'ai-tsung, Gwangjong recompensó a todos aquellos que contribuyeron al progreso de Goryeo, y también hizo un gran esfuerzo para mantener buenas relaciones diplomáticas con los países vecinos. Esto le permitió concentrar el poder dentro y fuera de la corte y, siete años después del comienzo de su reinado, promulgar una serie de reformas para promover un sistema político estable y centrado en la realeza, y para expandir la economía y el ejército.
Su primera reforma fue la ley de emancipación de los esclavos (Hangul: 노비안검법; RR: Nobi-angeombeop) en 956. Las familias nobles tenían muchos esclavos, principalmente prisioneros de guerra, que servían como soldados privados; eran muchos más que los plebeyos y no pagaban impuestos a la corona, sino al clan en el que trabajaban. Al emanciparlos, los convirtió en plebeyos, debilitando el poder de las familias nobles y ganando personas que pagaban impuestos al rey y podían convertirse en parte de su ejército. Esta reforma le ganó a su gobierno el apoyo del pueblo, mientras que los nobles se opusieron; incluso la reina Daemok intentó detener al rey, pero fue en vano.
En 957, el erudito Shuang Ji viajó a Goryeo como enviado y con su consejo, Gwangjong instituyó el examen del servicio civil nacional (hangul: 과거; rr: Gwageo) en 958, con el objetivo de expulsar de la corte a personas de clanes poderosos y reemplazarlos con funcionarios civiles reclutados por mérito. El examen, basado en el examen del servicio civil de Tang y los clásicos de Confucio, estaba abierto a todos los hombres nacidos libres para dar a todos, no solo a las personas ricas y poderosas, la oportunidad de trabajar para el estado, pero en la práctica solamente los hijos de la nobleza podrían obtener la educación necesaria para tomar el examen; los parientes reales de los cinco rangos más altos fueron, en cambio, dejados fuera a propósito. En 960, el rey introdujo diferentes colores en las túnicas de la corte para distinguir a los funcionarios de diferentes rangos.
Durante el reinado de Gwangjong, los centros médicos conocidos como Daebi-won (casas de piedad), que proporcionaban medicamentos gratuitos a pacientes pobres, se crearon en Kaesong y Pionyang, y luego se expandieron en provincias como Hyeminguk (departamentos de salud pública). Taejo había establecido graneros regionales para enfrentar los tiempos de sequía, y Gwangjong agregó jewibo, tiendas que cobraban intereses sobre los préstamos de granos, que luego se usaban para el alivio deficiente. Estas medidas, aunque en formas modificadas, siguieron funcionando durante los siguientes 900 años, paralelas a mejores métodos de cultivo para mantenerse al día con el crecimiento de la población.
El emperador Shizong de Zhou murió en 959, dejando el trono a su hijo de seis años, provocando la caída de la dinastía cuando el ejército, que marchaba hacia la frontera norte, desertó y eligió a su comandante Zhao Kuangyin como emperador. Cuando Zhao decidió regresar del campo de batalla para fundar la dinastía Song, dejó las montañas de Manchuria y las llanuras del norte a kitans y yurchens. Para mejorar las defensas de Goryeo, Gwangjong reorganizó y expandió el ejército, y construyó doce guarniciones a lo largo de las fronteras noreste y noroeste; también, bajo su reinado, movió la frontera más allá del río Chongchon, hacia el río Yalu.
Gwangjong vio la asociación de la iglesia y el estado como una ayuda para someter a los señores locales, y eligió al abad del Templo de Haeinsa para promover el budismo entre la gente. Tomó a monjes capaces como asesores y promovió la construcción de templos: por ejemplo, construyó el Templo Yongjusa en Cheongju, Chungcheong, en 962, y el Templo Cheongpyeongsa en Chuncheon, Gangwon, en 973. También creó un examen para sacerdotes budistas, llamado seonggwa, para vincular al gobierno y la iglesia, e intentó hacer las paces entre el Zen y las escuelas de texto para unificarlas en una sola orden, sin mucho éxito.
Otras acciones emprendidas para reforzar la autoridad real fueron nombrar a Goryeo imperio y a él mismo emperador, poniendo fin a las relaciones tributarias con China; llamando a Kaesong la capital imperial y Pionyang la capital del oeste, adoptando el nombre de era Gwangdeok de 949 a 951, y Junpung de 960 a 963. Al colocarse como emperador, trató de inculcar en sus sirvientes que tenía un poder absoluto.
Sus reformas fueron mal aceptadas por los nobles, especialmente por altos oficiales militares y civiles que ayudaron en la fundación de Goryeo. La disidencia de los nobles los llevó a organizar una rebelión, pero el intento fracasó. En su undécimo año de reinado, 960, Gwangjong inició una serie de purgas, asesinando a sus oponentes: entre ellos estaba su hermano Wang Won (noveno príncipe Hyoeun), que era sospechoso de traición y fue envenenado; el hijo del rey Hyejong, el príncipe Heunghwa; y el hijo del rey Jeongjong, el príncipe Gyeongchunwon. Gwangjong también desconfiaba de su hijo mayor, Wang Ju, que tenía cinco años en ese momento. Al final de las purgas, solo cuarenta de los 3.200 sujetos meritorios de Taejo que lo ayudaron a unificar los Tres Reinos seguían con vida.

### Años posteriores y muerte.
En sus últimos años, la confianza de Gwangjong en el budismo aumentó. En 968, después de una pesadilla, convocó una reunión y prohibió la masacre de su familia. En diciembre de 971, ocurrió un terremoto en Goryeo, y los nobles y el pueblo culparon al rey. Gwangjong logró manejar la situación, pero ocurrió un segundo terremoto en febrero de 972: durante este tiempo, tuvo una pesadilla y otorgó una amnistía a los prisioneros en agosto. 
Desarrolló una enfermedad grave en julio de 975 (quinto mes del calendario lunar) y murió pocos días después a la edad de 50 años. Se le dio el nombre póstumo de "Hongdoseon-yeolpyeongse sukheon-ui hyoganghye daeseong dae-wang", mientras que su nombre en el templo Gwangjong significa "emperador brillante". Su tumba, llamada Heolleung, se encuentra en el lado norte del monte Songak, en el condado de Kaepung, Corea del Norte. La inspección del sitio en 1916 encontró una tumba gravemente dañada, pero se conservaban la escalera y la piedra fundamental.
Fue sucedido por su único hijo, Wang Ju, quien se convirtió en el quinto rey de Goryeo, Gyeongjong. Las políticas de reforma para frenar el poder de la aristocracia capital se transmitieron a sus sucesores, pero no pudieron perseguirlas; como resultado, la burocracia pasó de ser una aristocracia meritoria a una clase hereditaria. La ley de la emancipación de los esclavos se retractó durante el reinado del sexto rey, Seongjong. 

## Legado
La audaz política de reformas de Gwangjong debilitó a los nobles y estabilizó la realeza. Además, el examen del servicio civil nacional provocó el surgimiento de una nueva ola de fuerzas políticas, mientras que un nuevo patrimonio cultural se desarrolló independientemente inspirándose en China. Aunque Hyejong y Jeongjong establecieron sus reinados confiando en fuertes bases de poder representadas por el general Park Sul-hee y el tío Wang Sik-ryeom, respectivamente, Gwangjong estableció su propia base de poder, y, para restringir el poder de las personas ricas y como vasallos influyentes, alentó los matrimonios consanguíneos para evitar problemas con parientes maternos. Se le considera como el rey que hizo los esfuerzos más enérgicos para fortalecer la realeza en los inicios de Goryeo.
Sus reformas contribuyeron en gran medida a la formación de un nuevo orden político en el recién nacido reino de Goryeo, pero se limitaron principalmente a la política; la reestructuración del gobierno local y reorganización de la economía nacional y sistema social fueron comparativamente débiles. Siempre desconfiaba de la posibilidad de actos hostiles, y mataba a nobles y parientes imprudentemente.
Uno de los pensadores más influyentes de la época fue Choe Seungno, hijo de un funcionario de alto rango, que se opuso firmemente a la autocracia de Gwangjong. Él creía que los privilegios de la nobleza debían ser protegidos, y que tener como funcionarios a los hijos de caballeros provinciales sin base de poder en la corte lo pondría en peligro. Por lo tanto, condenó a Gwangjong por su obsesión con el budismo y los proyectos públicos que, según él, hicieron que el reino se endeudara y lo declaró un tirano por su crueldad. 

## Familia
- Padre: Rey Taejo (태조; 31 de enero 877-4 de julio 943)
- Madre: Reina Sinmyeongsunseong del clan Chungju Yu (신명순 성 왕후 유씨; 900-951)
- Consortes:

1. Reina Daemok del clan Hwangju Hwangbo (대목 왕후 황보), medio hermano 
  1. Wang Ju (왕주, 9 de noviembre de 955-13 de agosto de 981), 1er hijo - Gyeongjong de Goryeo
  2. Príncipe heredero Hyohwa (효화 태자), murió prematuramente
  3. Lady Cheonchujeon (천추 전부인), primera hija, nacida Wang Aji. Se casó con su primo Cheonchujeon, hijo de Wang Jeong (príncipe Munwon) y la señora Munhye, hija una de las concubinas del rey Taejo.
  4. Lady Bohwagung (보화 궁 부인), segunda hija
  5. La reina Mundeok (문덕 왕후), tercera hija. Se casó con el sexto rey de Goryeo, Seongjong.
2. Princesa Gyeonghwagung (경화 궁 부인), hija de Hyejong de Goryeo y la reina Uihye (의화 왕후)
3. La noble consorte real Hyeon del clan Kim (현비 김씨)

## Cultura popular
- Interpretado por Kim Sang-joong en la serie de televisión de 2002 KBS The Dawn of the Empire.[19]
- Interpretado por Jung Seung-woo en la serie de televisión KBS2 2009 Empress Cheonchu.
- Interpretado por Jang Hyuk en la serie de televisión MBC 2015 Shine or Go Crazy.[20]
- Interpretado por Lee Joon-gi en la serie de televisión de SBS 2016 Moon Lovers: Scarlet Heart Ryeo.[21]